# Snorri Guðjónsson
Snorri Steinn Guðjónsson (* 17. Oktober 1981 in Reykjavík, Island) ist ein ehemaliger isländischer Handballspieler. In der isländischen Nationalmannschaft und beim isländischen Verein Valur Reykjavík spielte er auf der Position Rückraum Mitte. Mittlerweile ist er als Trainer tätig.

## Spielerkarriere
Guðjónsson begann das Handballspielen mit sechs Jahren. 2003 wechselte der damals 21-Jährige vom isländischen Verein Valur Reykjavík zum deutschen Bundesligisten TV Großwallstadt. Zwei Jahre später zog es ihm zum Ligarivalen GWD Minden, für den er ebenfalls zwei Jahre als Spieler aktiv war. Ab der Saison 2007/08 trug er das Trikot des dänischen Vereins GOG Svendborg TGI. Im September 2009 wurde Guðjónsson kurz vor dem Saisonstart von den Rhein-Neckar Löwen verpflichtet. Schon ein Jahr später wechselte er zum dänischen Erstligisten AG København. Nach dem Gewinn von zwei Meisterschaften, musste AG København im Sommer 2012 Insolvenz anmelden, wodurch Snorri Guðjónsson vertragslos wurde. Im Oktober 2012 unterschrieb er einen Vertrag beim dänischen Zweitligisten GOG Håndbold. 2013 stieg er mit GOG in die höchste dänische Spielklasse auf. In der Saison 2014/15 ging er für den französischen Erstligisten Sélestat AHB auf Torejagd. Ab dem Sommer 2015 stand er bei USAM Nîmes unter Vertrag. Im Juli 2017 kehrte Snorri Guðjónsson zum isländischen Erstligisten Valur Reykjavík zurück, bei dem er anfangs als Spielertrainer tätig war. Im Sommer 2018 beendete Snorri Guðjónsson seine Spielerkarriere und konzentrierte sich danach auf das Traineramt bei Valur Reykjavík. 
Snorri Guðjónsson bestritt für die isländischen Nationalmannschaft 257 Länderspiele. Im Sommer 2008 gewann er mit der Nationalmannschaft die Silbermedaille bei den Olympischen Spielen in Peking.

## Trainerkarriere
Unter seiner Leitung gewann Valur 2021, 2022 und 2023 die isländische Meisterschaft sowie 2022 den isländischen Pokal. Nach der Saison 2022/23 gab Guðjónsson das Traineramt von Valur ab und übernahm die isländische Nationalmannschaft. Bei der Europameisterschaft 2024 in Deutschland erreichte seine Mannschaft die Hauptrunde.

## Erfolge

### Als Spieler
- Weltmeisterschaft 2007, mit 53 Toren der sechste Platz in der Torschützenliste
- Olympischen Spielen 2008, 2. Platz
- Europameisterschaft 2010, 3. Platz
- Dänischer Meister 2011, 2012

### Als Trainer
- Isländischer Meister 2021, 2022 und 2023
- Isländischer Pokal 2022